# Bévinda
Bévinda Ferreire, dite Bévinda, est une chanteuse luso-française.

## Biographie
Née le 2 septembre 1961 à Fundão au Portugal, Bévinda part vivre avec sa famille en Bourgogne dès 1963. Loin de la culture musicale portugaise, Bévinda est cependant passionnée par la musique et, accompagnée de son frère, fait des concerts dans des bars ou des fêtes de village. Jusqu'en 1991 elle ne chante qu'en français.
En 1992 Bévinda part vivre à Paris. Là elle continue à se produire dans des salles, adaptant entre autres des musiques rock. En 1994 elle enregistre son premier album, Fatum. Dans ce premier album elle chante en portugais. C'est le fait d'avoir écouté la voix de Cesária Évora qui l'a en effet lancée sur la voie de la musique de sa culture natale.
Bévinda a voyagé régulièrement depuis le début des années 1990 au Népal, au Pakistan, en Inde et en Mongolie, ces voyages ayant influencé sa musique.

## Œuvre
La plupart des chansons interprétées par Bévinda prennent leur source dans la musique portugaise, et plus particulièrement dans le fado. On y retrouve les thèmes des voyages, de la nostalgie. Quand on l'interroge, elle dit qu'elle cherche à sortir du fado traditionnel, du fait de n'avoir jamais vécu au Portugal (elle n'y est restée que jusqu'à l'âge de deux ans) et donc de n'avoir pas pu apprendre la manière de chanter le fado. Elle se dit donc plutôt chanteuse de world-fado.
Bévinda a su faire évoluer ce fado en y incorporant des instruments et des musiques venues d'autres régions du monde comme le Népal (qu'elle connaît à travers de nombreux voyages) ou l'Afrique du Nord.
En 2001 Bévinda chante plusieurs titres sur l'album Claude Monet vol.1 1883 – 1889 du groupe bordelais les XII Alfonso.
Elle interprète également des chansons françaises comme Que reste-t-il de nos amours ? de Charles Trenet. En 2006 elle sort un album consacré aux chansons de Serge Gainsbourg, Tel qu'Elle.